# Dansen i sandet. Et møde mellem Europa og Afrika
Dansen i sandet. Et møde mellem Europa og Afrika er en dansk dokumentarfilm fra 1984 med instruktion og manuskript af Mette Bovin.

## Handling
En europæisk (italiensk) skuespiller fra Odin Teatret og en dansk antropolog tager til Øvre Volta i Vestafrika for at studere stamme-danse